# The Wörld Is Yours
The Wörld Is Yours é o vigésimo álbum de estúdio do Motörhead, lançado em 2010. É o primeiro lançamento da banda pelo recém-formado selo de gravação "Motorhead Music", associado com a EMI Music Services. Foi produzido e mixado por Cameron Webb – que já trabalhou com os grupos Social Distortion, Silverstein, Pennywise e Strung Out – e dedicado a Ronnie James Dio, que faleceu no início do mesmo ano.

## Faixas
| N.º            | Título                  | Duração |  |
| 1.             | "Born to Lose"          | 04:01   |  |
| 2.             | "I Know How to Die"     | 03:19   |  |
| 3.             | "Get Back in Line"      | 03:35   |  |
| 4.             | "Devils in My Head"     | 04:21   |  |
| 5.             | "Rock 'n' Roll Music"   | 04:25   |  |
| 6.             | "Waiting for the Snake" | 03:41   |  |
| 7.             | "Brotherhood of Man"    | 05:15   |  |
| 8.             | "Outlaw"                | 03:30   |  |
| 9.             | "I Know What You Need"  | 02:58   |  |
| 10.            | "Bye Bye Bitch Bye Bye" | 04:04   |  |
| Duração total: | Duração total:          | 39:09   |  |

## Formação
- Lemmy Kilmister – baixo/vocal
- Phil Campbell – guitarra
- Mikkey Dee – bateria

## Desempenho nas paradas
| Parada musical                                | Posição |
| --------------------------------------------- | ------- |
| Áustria (Ö3 Austria Top 40)                   | 34      |
| Canadá (Billboard)                            | 24      |
| Finlândia (Suomen virallinen lista)           | 15      |
| França (SNEP)                                 | 89      |
| Alemanha (Offizielle Deutsche Charts)         | 25      |
| Grécia (IFPI)                                 | 46      |
| Japão (Oricon)                                | 115     |
| Noruega (VG-lista)                            | 40      |
| Espanha (PROMUSICAE)                          | 87      |
| Suécia (Sverigetopplistan)                    | 24      |
| Suíça (Schweizer Hitparade)                   | 24      |
| Reino Unido (UK Albums Chart)                 | 45      |
| Estados Unidos (Billboard 200)                | 94      |
| Estados Unidos (Billboard Independent Albums) | 12      |
| Estados Unidos (Top Hard Rock Albums)         | 4       |
| Estados Unidos (Top Rock Albums)              | 24      |
| Estados Unidos (Top Tastemaker Albums)        | 5       |